# Hundår
Hundår är skriven av Markus Zusak år 1999. Denna bok är den första svenska utkomna boken av Markus Zusak.

## Handling
I denna bok får man följa Cameron och han familj Wolfe i sin kamp till överlevnad. Familjen Wolfe reser sig alltid, undantagslöst.